# Martin Schultz (von Ascheraden) (1660–1730)
Martin Schultz von Ascheraden, född 4 januari 1660, död 3 november 1730, var en svensk friherre och militär.
Martin Schultz (von Ascheraden) var son till Martin Schultz och Anna Margareta Zimmerman. Han blev musketerare vid livgardet 1674, fänrik där 1675, löjtnant vid Bergsregementet 1676, kapten vid Skaraborgs regemente 1678, major vid Stralsundska infanteriregementet 1693 och överstelöjtnant där 1699. Schultz (von Ascheraden) blev överste 1702 och var chef för regementet, som då kallades garnisonsregementet i Stralsund, 1702–1714, kommendant i Stralsund från 1702, blev generalmajor av infanteriet 1710 och överkommendant i Stralsund 1713. År 1716 blev han generallöjtnant av infanteriet och guvernör i Wismar. Schultz (von Ascheraden) erhöll avsked 1721. Han är begraven i Stralsund.